# 투르크메니스탄의 교통
투르크메니스탄의 교통 수단에는 도로, 철도, 항공로, 해로, 수로, 석유, 가스, 수도 파이프라인이 포함된다. 도로, 철도 및 수로 운송은 산업 통신부의 관할에 속한다.
소비에트 시대에 투르크메니스탄의 교통 인프라는 일반적으로 황폐하고 방치되었다.
1991년 이후 투르크메니스탄은 다수의 주요 국내 및 국제 운송 프로젝트를 완료했다.
투르크메니스탄은 또한 인도, 오만, 이란, 투르크메니스탄, 우즈베키스탄, 카자흐스탄이 중앙아시아와 페르시아 만 사이의 상품 운송을 용이하게 하는 국제 운송 및 환승 회랑을 만들기 위해 서명한 아시가바트 협정에 따라 만들어진 국제 운송 회랑의 일부이다.

## 항공

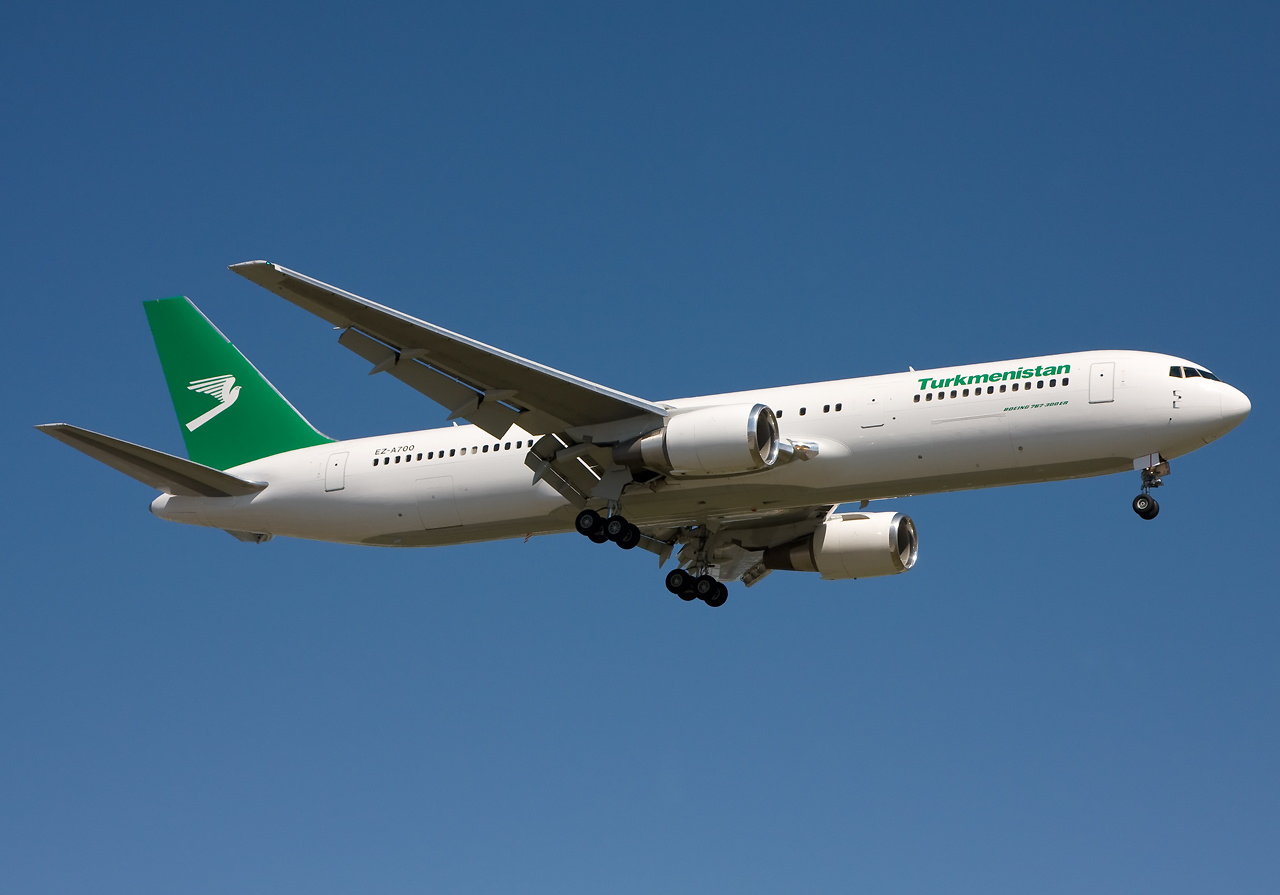
투르크메니스탄 항공 보잉 767-300ER.

항공 서비스는 1927년 투르크메나바트와 다쇼구즈 사이의 노선으로 시작되었으며, 각각 4명의 승객을 태울 수 있는 독일 Junkers 13과 소련 K-4 항공기를 비행했다. 1932년 여객 및 화물 서비스를 위해 현재 카라쿰 사막의 다르바자에 비행장이 건설되었다.
주요 도시인 아시가바트, 다쇼구즈, 마리, 투르크메나바트 및 튀르크멘바시에 서비스를 제공하는 공항은 투르크메니스탄의 민간 항공 당국인 Türkmenhowaýollary가 운영하며 정기 국내 상업 항공 서비스를 제공한다. 정상적인 상황에서 국제 정기 상용 항공 서비스는 Ashgabat로 제한된다. 그러나 코로나19 팬데믹 기간 동안 국제선은 검역시설이 갖춰진 투르크메나바트에서 이착륙한다.
국영 투르크메니스탄 항공은 유일한 투르크멘 항공사이다. 투르크메니스탄 항공의 여객기는 보잉 항공기로만 구성되어 있다. 항공 운송은 전국에서 매일 2,000명 이상의 승객을 수송한다. 정상적인 조건에서 국제선은 매년 50만 명 이상의 사람들을 투르크메니스탄으로 수송하고 투르크메니스탄 항공은 모스크바, 런던, 프랑크푸르트암마인, 버밍엄, 방콕, 델리, 아부다비, 암리차르, 키이우, 르비우, 베이징, 이스탄불, 민스크, 알마티, 타슈켄트, 상트페테르부르크로 정기 항공편을 운항한다.
작은 비행장은 다른 도시 근처의 산업 현장에 서비스를 제공하지만 예정된 상업용 여객 서비스는 제공하지 않는다. 현대화 및 확장이 예정된 비행장은 Garabogaz, Jebel 및 Galaymor를 포함한다. 케르키의 새로운 공항은 2021년 6월에 취역했으며 2022년 1월에 정기 국내 여객 서비스를 시작할 예정이다. 새로운 투르크메나바트 국제공항 은 2018년 2월에 취역했다. 2014년 투르크메니스탄에는 약 26개의 공항 이 있었고, 한 개의 헬기장이 운영 중이었다.

## 철도

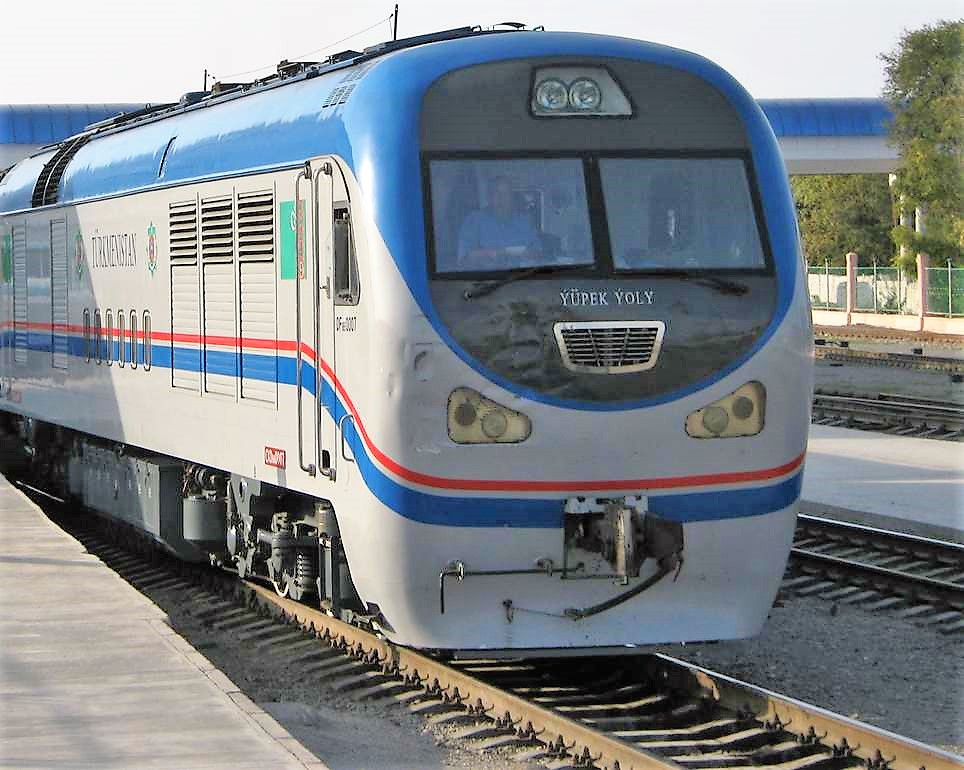
투르크멘 디젤 기관차

투르크메니스탄 최초의 철도는 1880년에 카스피해 동쪽 해안에서 몰라가라까지 건설되었다. 1881년 10월까지 노선은 Kyzyl-Arvat(오늘날의 Serdar)까지 확장되었으며, 1886년에는 Chardzhou(오늘날의 Turkmenabat)에 도달했다. 1887년에 Amu Darya 위에 목조 철교가 건설되었고 그 노선은 사마르칸트 (1888)와 타슈켄트 (1898)까지 이어졌다. Mary와 Serhetabat 를 연결하는 철도 노선은 1898년에 완성되었고 Kislovodsk(Türkmenbaşy와 Baku 사이의 기차 페리는 1905년에 운행을 시작했다.
투르크메니스탄의 철도 서비스는 러시아 제국의 카스피 횡단 철도 와 중앙아시아 철도의 일부로 시작되었다. 소련 붕괴 후 투르크메니스탄의 철도망은 국영 Türkmendemirýolary 로 이전되어 운영되었다.
철도 궤간은 러시아와 소련의 표준 1520mm이다.
철도의 총 길이는 3181km이다. 여행사에서 운영하는 특별열차를 제외하고는 국내선 승객 서비스만 가능하다. 이 철도는 연간 약 550만 명의 승객과 약 2400만 톤의 화물을 운송한다.

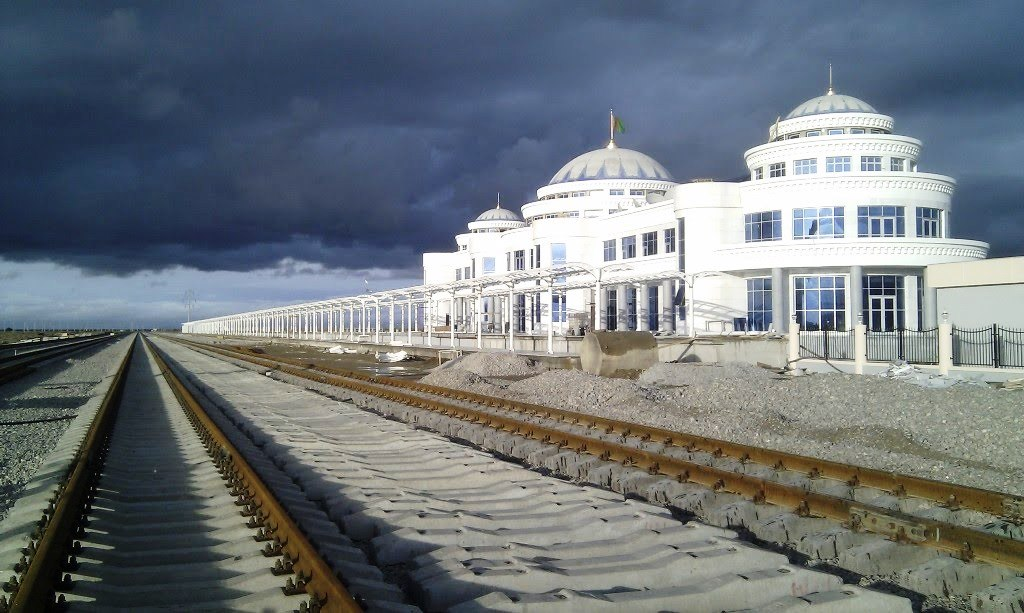
(Bereket)의 Bereket 기차역 은 Trans-Caspian Railway 와 North-South Transnational Railway 의 중요한 교차점이다.

투르크메니스탄과 이란이 1996년에 건설한 Tejen - Sarahs - Mashhad 철도는 중앙아시아, 러시아, 유럽 철도 시스템과 남아시아 및 페르시아 만 사이의 중요한 화물 연결이 되었다. 2006년에 Ashgabat 와 Dashoguz를 직접 연결하는 Trans-Karakum Railway는 남쪽과 북쪽 국경 사이의 이동 시간을 절반으로 줄였다.
남북 수송 회랑의 일부인 카자흐스탄 -투르크메니스탄- 이란 철도 링크는 2014년부터 카자흐스탄 과 투르크메니스탄 을 이란 및 페르시아 만과 연결하는 677 킬로미터 (421 mi)의 철도 노선이다. 카자흐스탄의 우젠과 투르크메니스탄의 베레켓 및 에트렉을 연결하고 이란의 골레스탄 지방의 고르간에서 끝난다. 이란에서는 철도가 페르시아만의 항구를 포함하여 국가 네트워크에 연결된다. 이 프로젝트의 비용은 약 6억 2천만 달러로 카자흐스탄, 투르크메니스탄, 이란 정부가 공동으로 비용을 부담했다. 남북 횡단철도의 이 링크는 카자흐스탄에서 130km, 투르크메니스탄에서 470km, 이란에서 70km를 운행한다. 투르크메니스탄에서의 작업은 2007년 12월 베레켓에서, 2009년 7월 카자흐스탄에서 시작되어 2014년 말에 완료되었다.
2016년 말, 케르키 남쪽에서 아프가니스탄 국경의 임나자르까지 그리고 그 너머 안드 호이 지역의 아키나까지 철도가 개통되었다. 그것은 아프가니스탄 북부를 통과하는 철도 회랑의 일부가 될 것으로 예상된다. 이 라인은 이후에 Andkhoy로 확장되었다.
2018년 2월, 아프가니스탄의 Serhetabat와 Torghundi 사이의 기존 철도 노선이 복구되었다. 이 노선은 헤라트까지 확장될 예정이며, 그곳에서 이란 카프에서 건설 중인 철도 노선에 연결될 수 있다.

## 같이 보기
- 투르크메니스탄 항공